# Eleições legislativas na Escócia em 2011
As eleições legislativas na Escócia em 2011 foram realizadas a 5 de Maio e, serviram para eleger os 129 deputados para o Parlamento Regional.
O grande vencedor foi o Partido Nacional Escocês, que obteve uma vitória arrasadora, conquistando, cerca de, 45% dos votos e, acima de tudo, a maioria absoluta história no parlamento regional, ao obter 69 deputados.
O Partido Trabalhista Escocês sofreu o pior resultado regional, ficando-se pelos 31% dos votos no distrito eleitoral e 26% dos votos na lista regional, perdendo 9 deputados, ficando pelos 37 deputados.
O Partido Conservador Escocês também sofreu uma queda eleitoral, perdendo 2 deputados, ficando-se pelos 15 deputados.
O grande derrotado foram os Liberal Democratas Escoceses, que se ficaram pelos 5,2% dos votos, e, acima de tudo, perdeu 11 deputados, obtendo, apenas, 5 deputados.
Após as eleições, Alex Salmond, líder dos nacionalistas, voltou a liderar o governo regional, e, acima de tudo, graças à maioria parlamentar, os nacionalistas poderiam obter a realização de um referendo sobre a independência da Escócia.

## Resultados Oficiais
| Partido      | Partido                        | Distrito Eleitoral | Distrito Eleitoral | Distrito Eleitoral | Distrito Eleitoral | Distrito Eleitoral | Regional  | Regional | Regional | Regional  | Regional | Total     | +/-     |
| Partido      | Partido                        | Votos              | %                  | +/-                | Deputados          | +/-                | Votos     | %        | +/-      | Deputados | +/-      | Total     | +/-     |
| ------------ | ------------------------------ | ------------------ | ------------------ | ------------------ | ------------------ | ------------------ | --------- | -------- | -------- | --------- | -------- | --------- | ------- |
|              | Partido Nacional Escocês       | 902 915            | 45,4               | 12,5               | 53 / 73            | 32                 | 876 421   | 44,0     | 13,0     | 16 / 56   | 10       | 69 / 129  | 22      |
|              | Partido Trabalhista Escocês    | 630 461            | 31,7               | 0,5                | 15 / 73            | 22                 | 523 559   | 26,3     | 2,9      | 22 / 56   | 13       | 37 / 129  | 9       |
|              | Partido Conservador Escocês    | 276 652            | 13,9               | 2,7                | 3 / 73             | 1                  | 245 967   | 12,4     | 1,5      | 12 / 56   | 1        | 15 / 129  | 2       |
|              | Liberal Democratas Escoceses   | 157 714            | 7,9                | 8,3                | 2 / 73             | 9                  | 103 472   | 5,2      | 6,1      | 3 / 56    | 2        | 5 / 129   | 11      |
|              | Partido Verde Escocês          | -                  | -                  | -                  | -                  | -                  | 87 060    | 4,4      | 0,4      | 2 / 56    | Estável  | 2 / 129   | Estável |
|              | Partido Unido dos Pensionistas | 1 618              | 0,1                | Estável            | 0 / 73             | Estável            | 33 253    | 1,7      | 0,2      | 0 / 56    | Estável  | 0 / 129   | Estável |
|              | Independente                   | 12 357             | 0,6                | 0,6                | 0 / 73             | Estável            | 22 306    | 1,1      | 0,1      | 1 / 56    | Estável  | 1 / 129   | Estável |
|              | Outros                         | 7 505              | 0,4                |                    | 0 / 73             |                    | 95 435    | 4,9      |          | 0 / 56    |          | 0 / 129   |         |
| Total        | Total                          | 1 989 222          | 100                |                    | 73 / 73            |                    | 1 991 051 | 100      |          | 56 / 56   |          | 129 / 129 |         |
| Participação | Participação                   |                    | 50,4               | 2,0                |                    |                    |           | 50,4     | 2,0      |           |          |           |         |